# Rhinobatos schlegelii
Rhinobatos schlegelii es una especie de peces de la familia Rhinobatidae en el orden de los Rajiformes.

## Morfología
• Pueden llegar alcanzar los 100 cm de longitud total.

## Reproducción
Es ovíparo.

## Distribución geográfica
Se encuentra desde las  costas de Corea hasta las de Filipinas.